# Calciumantagonist
Calciumantagonisten, Calcium-Antagonisten, Ca2+-Antagonisten oder im engeren Sinne Calciumkanalblocker sind eine Gruppe von Arzneistoffen (Medikamenten), die den Einstrom von Calcium-Ionen ins Innere der Muskelzelle verringern. Dadurch wird die Kontraktilität der glatten Gefäßmuskelzellen von peripheren Arterien und Koronararterien herabgesetzt, was die Blutgefäße erweitert, die calciumabhängige Energiebereitstellung für die Kontraktion des Herzmuskels verringert und die Automatie des Sinusknotens und der Erregungsleitung im AV-Knoten hemmt. Dementsprechend werden Calciumantagonisten hauptsächlich zur Behandlung von Bluthochdruck, koronarer Herzkrankheit und Herzrhythmusstörungen eingesetzt.
Im weiteren Sinne zählt zu den Calciumantagonisten der Calciumoverload-Blocker Flunarizin, der vor allem in der Migräneprophylaxe eingesetzt wird.
Die Calciumantagonisten lassen sich in drei Klassen einteilen: zum einen Dihydropyridine (wie Nifedipin) und zum anderen Phenylalkylamine (Verapamil-Typ) und Benzothiazepine (Diltiazem-Typ).
Ein natürlicher Calciumkanalblocker ist Magnesium. Darüber hinaus reguliert Taurin den Einstrom und die Membranbindung von Calcium und beeinflusst die mitochondriale Calciumhomöostase.

## Wirkmechanismus
Seit Ende der 1960er Jahre entwickelte der Freiburger Physiologe Albrecht Fleckenstein anhand seiner Untersuchungen mit den Phenylalkylaminen Verapamil (Isoptin), Gallopamil (Procorum) und dem 1,4-Dihydropyridin, Nifedipin (Adalat, Bay a1040) das pharmakologische Wirkprinzip des Calciumantagonismus. Später kam Benzothiazepin d-cis Diltiazem (Dilzem) hinzu. Fleckenstein konnte zeigen, dass die drei chemisch verschiedenen Klassen der Calciumantagonisten (Phenylalkylamine, 1,4-Dihydropyridine und Benzothiazepine) den Calciumeinstrom über spannungsabhängige Calciumkanäle des Herzens und der glatten Muskulatur der Blutgefäße blockierten.

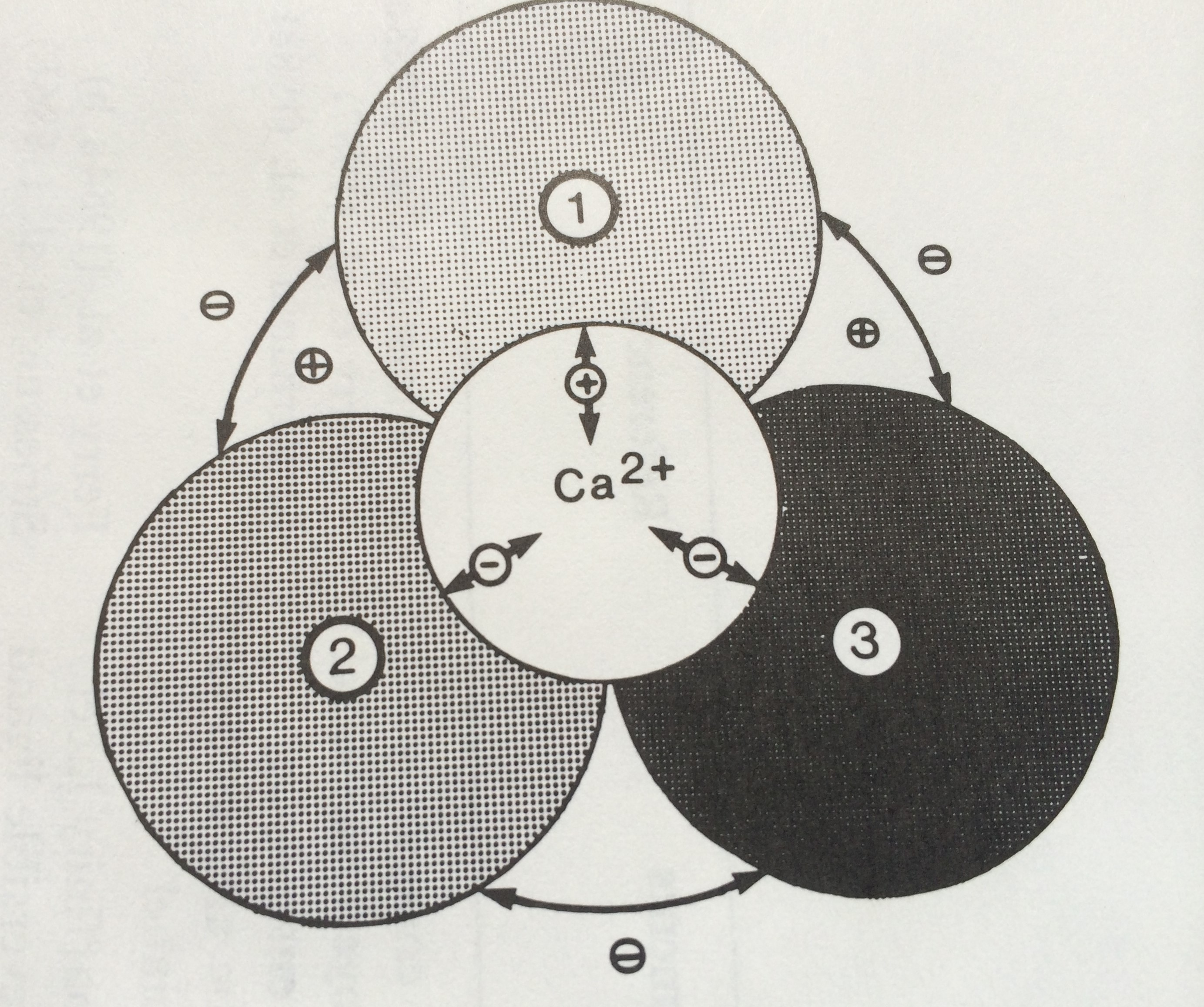
1,4-Dihydropyridin- (1), Phenylalkylamin- (2) und Benzothiazepin (3) -Rezeptor Domänen der Alpha1-Untereinheit interagieren untereinander (durch reziproke Pfeile dargestellt) und mit Calcium-Bindungsstellen. Die verschiedenen Gewebs-spezifischen Subtypen (Herz, Glatter Muskel, ZNS und Skelettmuskel) der L-Typ-Calciumkanäle unterscheiden sich in den Dissoziationskonstanten für z. B. 1,4 Dihydropyridine, der Bindungsfestigkeit für Calcium und Wechselwirkungen untereinander.

Die Konzentration von Calciumionen (Ca2+) im Zellinneren beträgt normalerweise etwa ein Zehntausendstel der Konzentration im Extrazellularraum (10−7 mol/l im Zytoplasma vs. 10−3 mol/l). Durch äußere Reize können Calciumkanäle geöffnet werden, was den Einstrom von Calciumionen in die Zelle bewirkt. Das veränderte Membranpotential der Muskelzelle bewirkt eine Muskelkontraktion (elektromechanische Kopplung). Dies führt zu einer Verengung und damit einem höheren Druck in den Gefäßen, bzw. beim Herzen zu einer Zunahme der Schlagkraft (positiv-inotrope Wirkung). Bei den spezialisierten Zellen, die für die Erregungsausbreitung am Herzen verantwortlich sind (s. Erregungsleitungssystem), bewirkt dies eine schnellere Überleitung des Reizes (positiv-dromotrope Wirkung).
Das Grundprinzip der Calciumantagonisten beruht auf einer Hemmung spannungsabhängiger Calciumkanäle vom L-Typ (long lasting) und vom T-Typ (transient). Die Calciumkanäle vom L-Typ, die für die therapeutische Wirkung die größte Bedeutung besitzen, sind hauptsächlich für die Steuerung des Gefäßtonus in glatten Muskelzellen und Herzmuskelzellen zuständig. Die Calciumkanäle vom T-Typ sind beteiligt an der Schrittmacherfunktion des Sinus- und AV-Knotens.
Die Bindung der Calciumantagonisten an die Calciumkanäle verursacht eine Verminderung des Calciumeinstroms. Hiermit vermindern sie (je nach Typ in unterschiedlichem Maß) die oben genannten Effekte. Ein reduzierter Calciumionen-Einstrom führt demnach am Herzmuskel zu einer Verminderung der Schlagkraft (negativ-inotrope Wirkung) sowie der Schlagfrequenz (negativ-chronotrope Wirkung). Dadurch wird das Herz entlastet, der Sauerstoffbedarf des Herzens und der Blutdruck sinken. In den Gefäßwänden führt der verminderte Calciumeinstrom zu einer Vasodilatation (Gefäßweitstellung) im arteriellen Gefäßsystem. Ein größeres Lumen bietet dem Blut weniger Widerstand (Senkung des peripheren Gefäßwiderstands) und es kommt zum Blutdruckabfall. Durch die Gefäßweitstellung in den Herzkranzgefäßen steht dem Herzmuskel mehr sauerstoffreiches Blut für seine Arbeit zur Verfügung.

Nifedipin
Diltiazem
Verapamil

Die hauptsächlich vaskuläre Wirkung (Wirkung in den Gefäßen) der Dihydropyridine lässt sich durch eine bevorzugte Bindung an Calciumkanäle vom L-Typ erklären. Dahingegen greifen die Benzothiazepine und Phenylalkylamine unterschiedlich stark auch an Calciumkanälen vom T-Typ an, was zu einer geringen vaskulären Wirkung führt.

## Strukturtypen
Den spezifischen Bindungsstellen am Calciumkanal entsprechend unterteilt man die als Blutdrucksenker und Antiarrhythmika genutzten Calciumantagonisten in drei Typen. Sie besitzen charakteristische chemische Strukturen:
- Dihydropyridine (Nifedipin-Typ; die Namen der Wirkstoffe enden in der Regel auf „-dipin“.)
- Phenylalkylamine (Verapamil-Typ)
- Benzothiazepine (Diltiazem-Typ)

## Wirkung und Anwendungsgebiete
Alle Calciumantagonisten senken den Blutdruck (bei arterieller Hypertonie), wobei dies auf unterschiedlichem Weg geschieht: bei den Dihydropyridinen (Nifedipin-Typ) durch die Gefäßerweiterung der Arteriolen (Nachlast-Senkung), bei den Phenylalkylaminen (Verapamil-Typ) durch die Verlangsamung und Abschwächung des Herzschlags, bei den Benzothiazepinen (Diltiazem-Typ) durch eine Kombination beider Mechanismen. Das Ausmaß der Blutdrucksenkung ist bei den Calciumkanalblockern umso höher je größer der Ausgangsblutdruck ist.
Am häufigsten werden die Dihydropyridine verwendet. Diese wirken hauptsächlich blutdrucksenkend durch direkte Erschlaffung der glatten Gefäßmuskulatur der Arteriolen und nur unwesentlich an der Erregungsleitung des Herzens. Wichtige Vertreter dieses Typs sind Nifedipin, Nitrendipin, Felodipin und Amlodipin.
Die Phenylalkylamine wirken nur gering auf die Blutgefäße, haben dafür aber eine starke Wirkung auf die Schlagkraft und die Erregungsausbreitung des Herzens. Sie werden daher insbesondere zur Behandlung von Herzrhythmusstörungen (tachykardes Vorhofflimmern) eingesetzt. Der wichtigste Vertreter dieses Typs ist Verapamil.
Eine Zwischenstellung nehmen die Benzothiazepine ein, die sowohl gefäßerweiternd und damit blutdrucksenkend als auch hemmend auf die Erregungsleitung im Herz wirken. Die Leitsubstanz dieses Typs ist Diltiazem. Die Benzothiazepine haben ein sehr günstiges Nebenwirkungsprofil.
Neben der Behandlung des Bluthochdrucks, der chronischen koronaren Herzkrankheit (KHK, stabile Angina Pectoris) und von Herzrhythmusstörungen werden Calciumantagonisten auch eingesetzt bei:
- vasospastischer Angina (Prinzmetal-Angina)
- Vasospasmus nach aneurysmatischer Subarachnoidalblutung
- Lungenarterienhochdruck (pulmonale Hypertonie)
- Raynaud-Syndrom
- Achalasie (Verkrampfung des unteren Speiseröhrenschließmuskels)

Eine Ausnahme stellt das Nimodipin dar, das aufgrund seiner Lipophilie in der Lage ist, die Blut-Hirn-Schranke zu überwinden. Es wird deshalb bei neurologischen Ausfallerscheinungen eingesetzt, die eine Durchblutungsstörung als Ursache haben, sowie zur Prophylaxe von Gefäßspasmen infolge von Subarachnoidalblutungen.
Als zentral wirkende Calciumkanalblocker werden die bei Epilepsie und neuropathischen Schmerzen (etwa bei der diabetischen Polyneuropathie) eingesetzten Substanzen Gabapentin und Pregabalin eingesetzt.

## Aufnahme und Verteilung im Körper (Pharmakokinetik)
In aller Regel werden Calciumantagonisten als Tablette verabreicht und im Dünndarm aufgenommen (enterale oder perorale Applikation). Die intravenöse (parenterale) Gabe wird ebenfalls angewandt.
Die einzelnen Wirkstoffe werden bei der Resorption aus dem Darm in unterschiedlichem Maße ins Blut aufgenommen. Problematisch ist dies vor allem bei Verapamil (wechselnde und insgesamt geringe orale Bioverfügbarkeit).
Die Arzneistoffe haben auch unterschiedliche Halbwertszeiten. Bei der Behandlung des Bluthochdrucks ist eine lange Halbwertszeit günstig, da dann eine Einnahme pro Tag ausreichend ist. Dies gilt insbesondere für Amlodipin, eingeschränkt auch für Nitrendipin und Felodipin.
Der Abbau von Calciumantagonisten geschieht überwiegend in der Leber.

## Unerwünschte Wirkungen (Nebenwirkungen)
Häufige und wichtige Nebenwirkungen der Calciumantagonisten sind:
- Schwellung der Beine (Ödeme, insbesondere bei Dihydropyridinen)
- langsamer Herzschlag (Bradykardie, bei Phenylalkylaminen und Benzothiazepinen)
- schneller Herzschlag (Reflextachykardie, bei Dihydropyridinen)
- allergische Reaktionen
- Gesichtsrötung (Flush) und allgemeines Wärmegefühl
- Schwindel
- Kopfschmerzen
- Impotenz
- Verstopfung (Obstipation, insbesondere bei Phenylalkylaminen und Benzothiazepinen)
- Hyperplasie der Gingiva (Zahnfleisch) mit anschließender starker Entzündung

## Wechselwirkungen mit anderen Medikamenten
Calciumantagonisten vom Phenylalkylamintyp und vom Benzothiazepintyp dürfen nicht oder nur unter äußerster Vorsicht gleichzeitig mit Betablockern verabreicht werden, da es zu einer lebensgefährlichen Verlangsamung des Herzschlags kommen kann (Bradykardie, AV-Block).
Die blutdrucksenkende Wirkung anderer Medikamente wird verstärkt.
Da allen Calciumkanalblockern der Abbau durch das Leberenzym Cytochrom P450 3A4 gemeinsam ist, kann der Wirkspiegel vieler anderer Medikamente, die über das gleiche Enzym abgebaut werden, beeinflusst werden.
Das Konsumieren von Grapefruitsaft hemmt den Abbau von Nifedipin, so dass es zu einer Wirkungsverstärkung kommt. Es wird nicht empfohlen, unter einer Dauerbehandlung mit Nifedipin Grapefruitsaft zu trinken.

## Gegenanzeigen (Kontraindikationen)
- niedriger Blutdruck (Hypotonie)
- fortgeschrittene Herzinsuffizienz (NYHA-Stadium III-IV)
- instabile Angina Pectoris und akuter Herzinfarkt
- Schwangerschaft
- für Phenylalkylamine und Benzothiazepine (Verapamil und Diltiazem) auch: AV-Block II° und III° sowie Vorhofflimmern bei Wolff-Parkinson-White-Syndrom (WPW-Syndrom)

## Klinische Bedeutung
Früher war Nifedipin ein sehr populäres Medikament zur Behandlung des hohen Blutdrucks. Es hat in seiner unretardierten Form diese Bedeutung jedoch weitgehend verloren, da die Wirkdauer zu kurz ist, es zu raschen und lebensgefährlichen Blutdruckabfällen kommen kann und die Gegenregulationsmechanismen (z. B. Reflextachykardie) des Körpers insbesondere bei strukturellen Herzerkrankungen in diesem Maße nicht erwünscht sind.
Heutzutage werden überwiegend lang wirksame Calciumantagonisten gegen Bluthochdruck verwendet, die nur einmal täglich eingenommen werden müssen (Prototyp Amlodipin). In dieser Form haben die früher sehr populären und in den 1990er Jahren dann geradezu verteufelten Calciumantagonisten in den letzten Jahren eine kleine Renaissance erlebt. Studien haben eine positive Wirkung insbesondere in Kombination mit ACE-Hemmern bei Patienten mit Nierenschäden durch Diabetes mellitus (diabetische Nephropathie) gezeigt. Außerdem kann die Häufigkeit von Schlaganfällen bei älteren Menschen signifikant gesenkt werden, während bezüglich der Vorbeugung gegen Herzinfarkte andere Medikamente eindeutig überlegen sind (Betablocker, ACE-Hemmer).
Wesentlicher Nachteil ist ein häufigeres Auftreten von Herzinfarkten und Herzinsuffizienz im Vergleich zur Hochdruckbehandlung mit anderen Medikamenten (insbesondere Betablocker und ACE-Hemmer).
Insgesamt ist der Nutzen von Calciumantagonisten als einziges Medikament (Monotherapie) gegen Bluthochdruck umstritten. Sie haben jedoch ihren festen Stellenwert in der Kombinationstherapie, wenn die Behandlung mit anderen Substanzen (ACE-Hemmer, Betablocker, Diuretika) nicht zu einer ausreichenden Blutdrucksenkung führt.
Verapamil und Diltiazem werden immer noch zur Behandlung des tachykarden Vorhofflimmerns eingesetzt, wenngleich ihre Bedeutung gegenüber Betablockern zurückgetreten ist.
Auch in der Behandlung der chronischen koronaren Herzkrankheit (stabile Angina Pectoris) sind die Calciumantagonisten von anderen Medikamenten (Betablockern, retardierten Nitratpräparaten und Molsidomin) teilweise verdrängt worden.

## Pharmakoepidemiologische Studien
Zur Pharmakoepidemiologie der Calciumantagonisten liegen nur wenige bevölkerungsrepräsentative oder große Untersuchungsgruppen betreffende Studien vor. Genannt seien hier zwei Studien für die Bundesrepublik Deutschland und das Königreich Bahrain.

## Zugelassene Einzelsubstanzen

### Phenylalkylamintyp
- Verapamil (A, CH, D, z. B. Isoptin)
- Gallopamil (A, D, z. B. Procorum)

### Benzothiazepintyp
- Diltiazem (A, CH, D, z. B. Dilzem)

### Dihydropyridintyp
- Nitrendipin (CH, D, z. B. Bayotensin)
- Felodipin (A, CH, D z. B. Plendil, Modip, Munobal)
- Amlodipin (A, CH, D, z. B. Norvasc)
- Nifedipin (A, CH, D, z. B. Adalat)
- Lercanidipin (A, CH, D, z. B. Carmen, Corifeo)
- Nimodipin (A, CH, D, z. B. Nimotop)
- Nicardipin (A, D, z. B. Antagonil)
- Lacidipin (A, CH, D, z. B. Motens)
- Isradipin (A, CH, D, z. B. Lomir, Vascal)
- Nisoldipin (A, D, z. B. Baymycard)
- Nilvadipin (A, D, z. B. Escor, Nivadil)
- Manidipin (D z. B. Manyper)
- Clevidipin (CH, D, Clevipres)

(A=Österreich, CH=Schweiz, D=Deutschland)